# Parque de tenis de Ariake
Parque de tenis de Ariake (en japonés: 有明テニスの森公園, Ariake Tenisu no Mori Kōen) es una instalación deportiva ubicada en Tokio. Será la sede de las competencias de tenis en los Juegos Olímpicos de Tokio 2020.

## Historia
El parque de tenis fue inaugurado el 14 de mayo de 1983. Cuenta con 48 canchas para la práctica del tenis, 32 duras y 16 de pasto sintético. Su instalación central es el Coliseo Ariake, un gran estadio con techo retráctil con capacidad de 14 000 personas. Para los juegos olímpicos fue construida una segunda cancha con gradas al costado del mismo, para 5 000.

## Ubicación
El parque está ubicado en la isla artificial de Ariake del barrio de Kōtō en la Metrópolis de Tokio, Japón. Se puede llegar a ella mediante la estación Kokusai-tenjijo de la Línea Rinkai.

## Galería

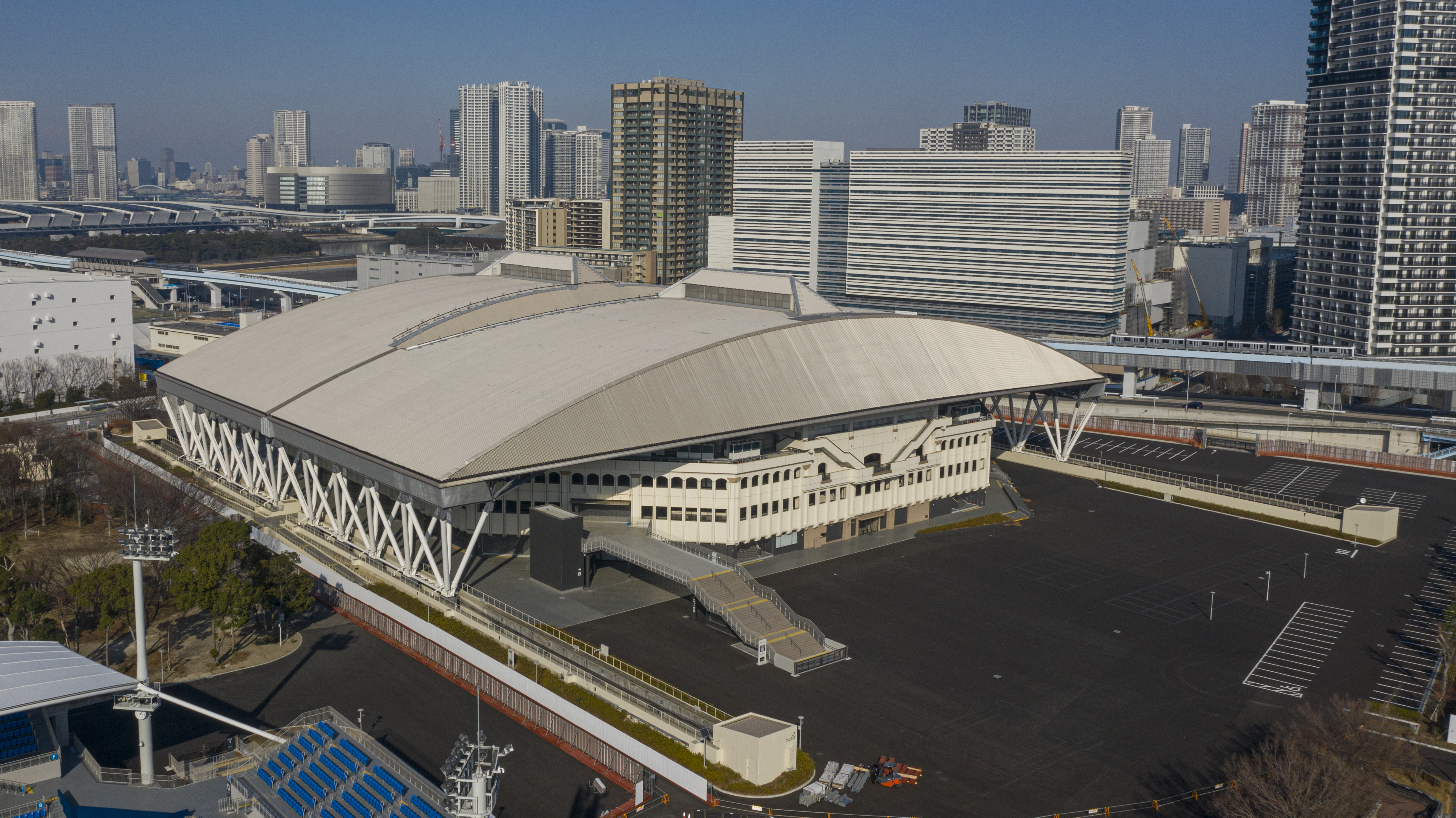
Coliseo Ariake, sede principal con capacidad para 14 000 espectadores.
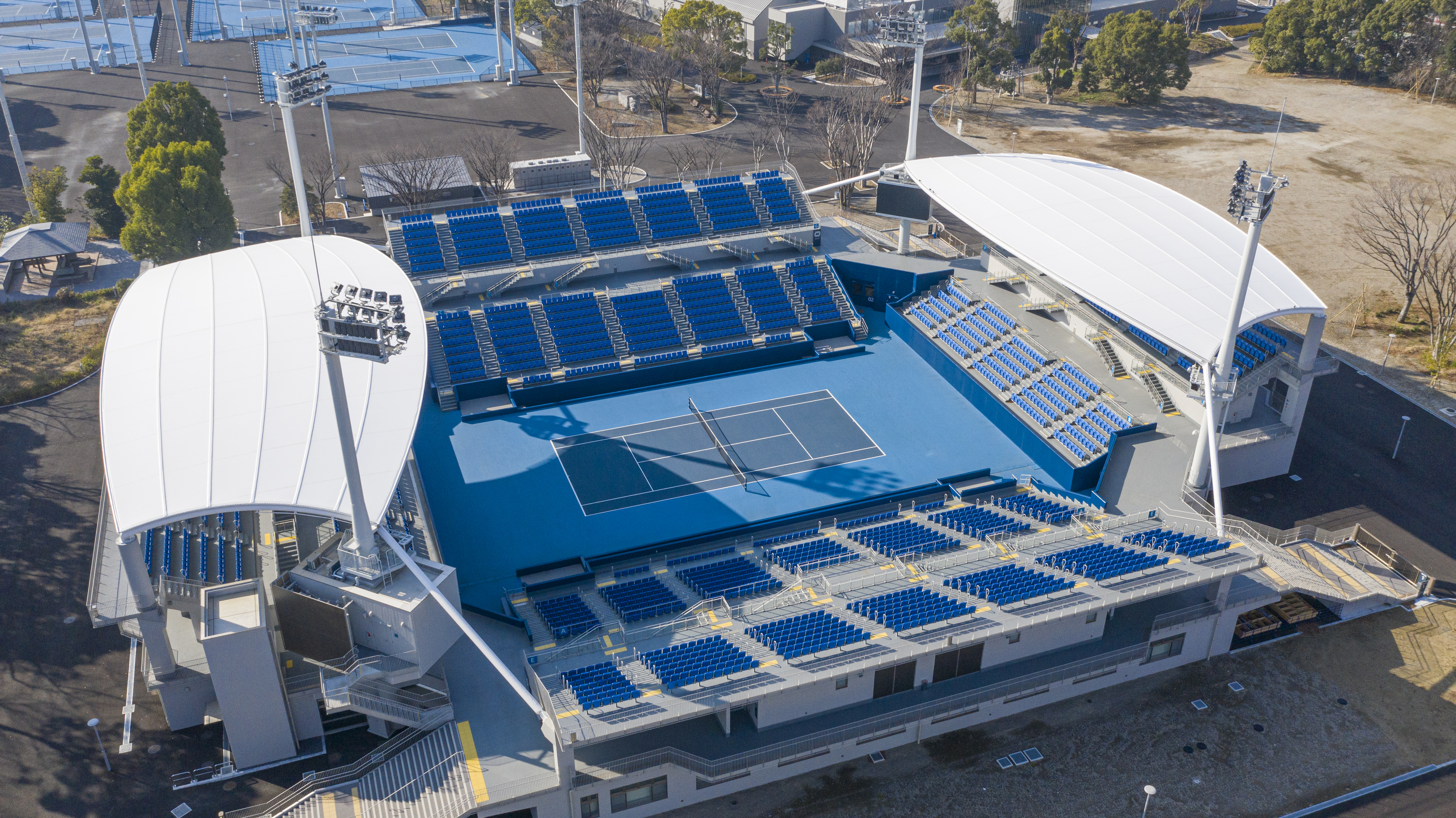
Estadio secundario, con capacidad para 5 000 personas.
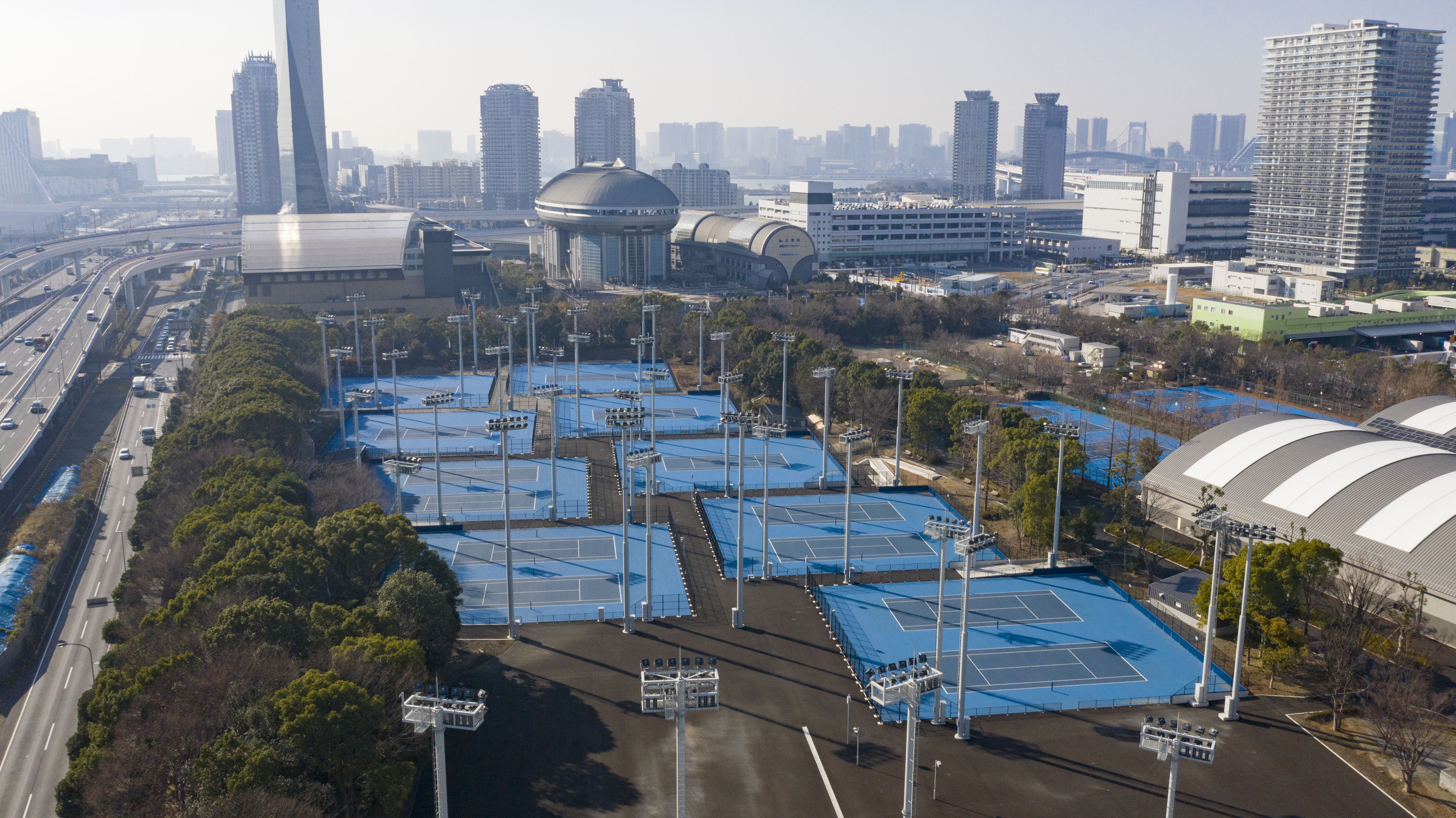
Canchas de tenis del parque.